# شعب البوربيشا

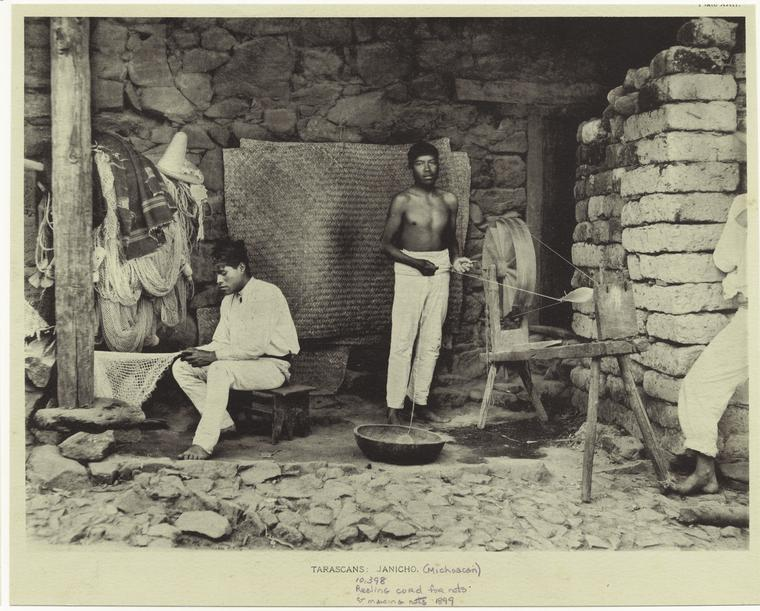

البوربيشا أو تاراسكان (بالإنجليزية: Purépecha)‏ مجموعة من الشعوب الأصلية في المكسيك يتمركزون في المنطقة الشمالية الغربية من ميتشواكان في المكسيك بشكل رئيسي في منطقتي شيران وباتزكوارو.
تشتهر هذه المجموعة أيضًا باسم «تاراسكان»، وهو اسم أجنبي أطلقته جهات خارجية عليهم.
احتل شعب البوربيشا معظم أنحاء منطقة ميتشواكان بالإضافة إلى بعض الوديان السفلى في كل من غواناخواتو وخاليسكو وسيلايا وأكامبارو وسيرانو ويوريريا. وهم يقطنون الآن في المرتفعات وسط ميتشواكان حول بحيرتي باتزكوارو وكويتيزيو.

## التاريخ

### التاريخ قبل العصور الوسطى
كانت ولاية تاراسكان من إحدى الإمبراطوريات الكبرى في العصر قبل الكولومبي وعاصمتها زينتزنزان. وقد لوحظ وجود نمط هندسي خاص بشعب البوربيشا للأهرامات المتدرجة على شكل حرف «T». اشتُهر الشعب في هذه المرحلة أيضًا بفن الفسيفساء المصنوع من ريش طيور الطنان، والذي كان يُعتبر من السِّلع الفاخرة في جميع أنحاء المنطقة.
لم يحصل أن إمبراطورية الآزتيك قد قامت بغزو إمبراطورية البورييشا، في الواقع لا يوجد أي سجل تاريخي يوثق أي هزيمة لهم ضد الأزتك. وهذا عائد إلى امتلاكهم على الكثير من المعادن الخام ومعرفتهم بطرق استخدامها، الأمر الذي تفوقوا به بشكل كبير على الأزتك؛ استمرت مثل هذه المهارات جيلًا بعد جيل وما تزال مشهورة على نطاق واسع حتى يومنا هذا. على الرغم من معاداتهم لشعب الأزتك، إلا أن الأزتك استمروا بعلاقاتهم التجارية معهم وخاصة تجارة الأدوات المعدنية والأسلحة.

### العصر الإسباني 1525 – 1821
بعد سماعهم خبر الغزو الإسباني لإمبراطورية الآزتيك وتناقص عدد السكان الأصليين بشكل رهيب بسبب انتشار وباء الجدري، تعهَّد حاكم تاراسكان تانغاجان الثاني بالولاء لملك إسبانيا دون قتال في عام 1525. ويُعتقد أن الكونكيستدور الإسباني كريستوبال دي أوليد، عند وصوله إلى ولاية تاراسكان، التي أصبحت تُعرف الآن باسم ميتشواكان، قد استكشف بعض أجزاء من ولاية غواناخواتو في أوائل القرن السادس عشر. وهناك أسطورة تقول بأن الأميرة إيرينديرا ذات 16 أو 17 عامًا، قد قادت شعبها إلى حرب شرسة ضد اسبانيا باستخدام الخيول الاسبانية التي كانوا قد سرقوها منهم وبالتالي كان الشعب قادرًا على النصر في المعركة. في الفترة من 1529 حتى 1530، استطاعت القوات الاسبانية اقتحام مدينة ميتشواكان وبعض أجزاء من غواناخواتو مع جيش مؤلف من 500 جندي وأكثر من 000 10 مقاتل هندي.
ثم في عام 1530، قام رئيس المحكمة العليا، نونو دي غوزمان، المعروف بقسوته ووحشيته تجاه السكان الأصليين، بنهب المنطقة وإعدام الحاكم تانغاجان الثاني وتدمير المنطقة وذلك بخلق حالة من الفوضى والدمار وممارسته شتّى أنواع العنف والتعذيب. في عام 1533، أرسل حاكم الولاية القاضي أويدور (قاضي البلاط الملكي) بصحبة الأسقف دون فاسكو دي كيروغا، لجعل المنطقة مُستعمرة تابعة لهم. وقد عمل الإسبان على إزالة الغابات في المنطقة ما أحدث الكثير من الفوضى والدمار.

## الديانة
ثمَّة العديد من التقاليد التي يمارسونها شعب البوربيشا، بما في ذلك جيمباني اوكسورهينا (الاحتفال بالعام الجديد) الذي يُقام في 2 فبراير. يُمارس شعب البوربيشا نوعين من التقاليد الدينية: الطقوس الخاصة بالسكان الأصليين والتقاليد الكاثوليكية. يقوم الشعب بإشعال نار تدعى شيجبري أو «النار الجديدة» في إطار الاحتفال بالطقوس المختلفة. كما يتم الاحتفال بالقداس بلغتهم الخاصة.

## الثقافة
يُعتبر سكان تاراسكان في الأصل مزارعي الكفاف. فهم يشتهرون أيضًا بمهاراتهم في صناعة النسيج والخزف. يعيش العديد من الناس في كبائن خشبية داخل مجمعات محاطة بجدران من الحجر الناشف. ومع ذلك، يجري استبدال العديد من هذه المباني بمنازل مصنوعة من الآجر أو الإسمنت. ومن بين الممارسات المميزة عندهم، تعميد المواليد الجَّدد بعد أربعين يومًا من انفصال الطفل عن والدته ثم يُربط الرضيع لمدة ستة أسابيع مع والدته أو إحدى قريباته الإناث.